# Lututów
Lututów é um município da Polônia, localizado na parte sudoeste da voivodia de Łódź, no condado de Wieruszów e sede da comuna de Lututów. Estende-se por uma área de 76,01 km², com 4 600 habitantes, segundo os censos de 2020, com uma densidade de 61 hab/km².
Lututów obteve os direitos de cidade antes de 1406, os perdeu antes de 1714, recuperou os direitos de cidade em 1843, os perdeu novamente em 1870. Lututów recuperou seus direitos municipais em 1 de janeiro de 2020, e suas fronteiras incluem as áreas dos distritos de Lututów e Dębin, Jeopole, Piaski e Omuda.

## Partes integrantes da cidade

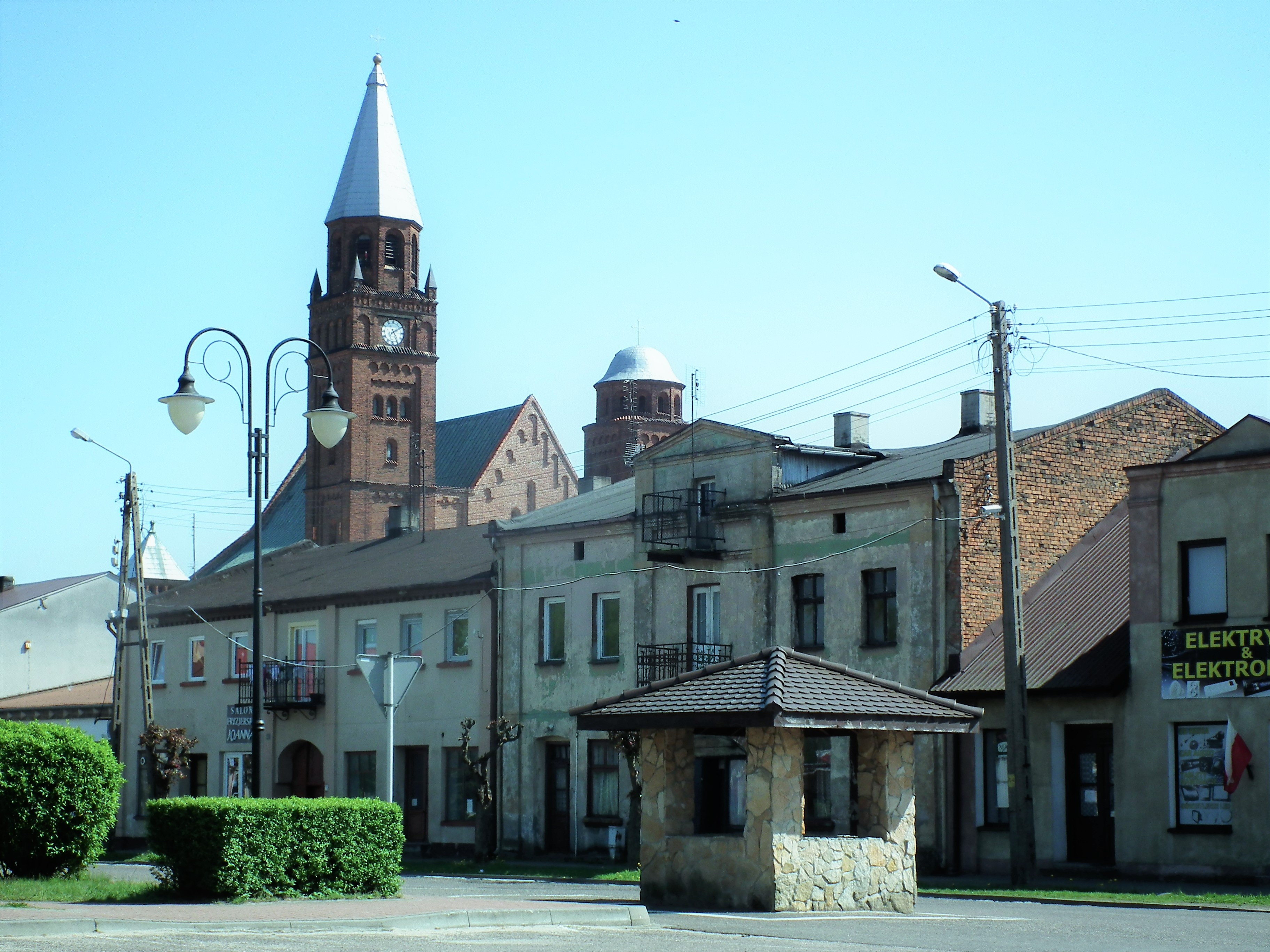
Vista parcial da praça principal em Lututów

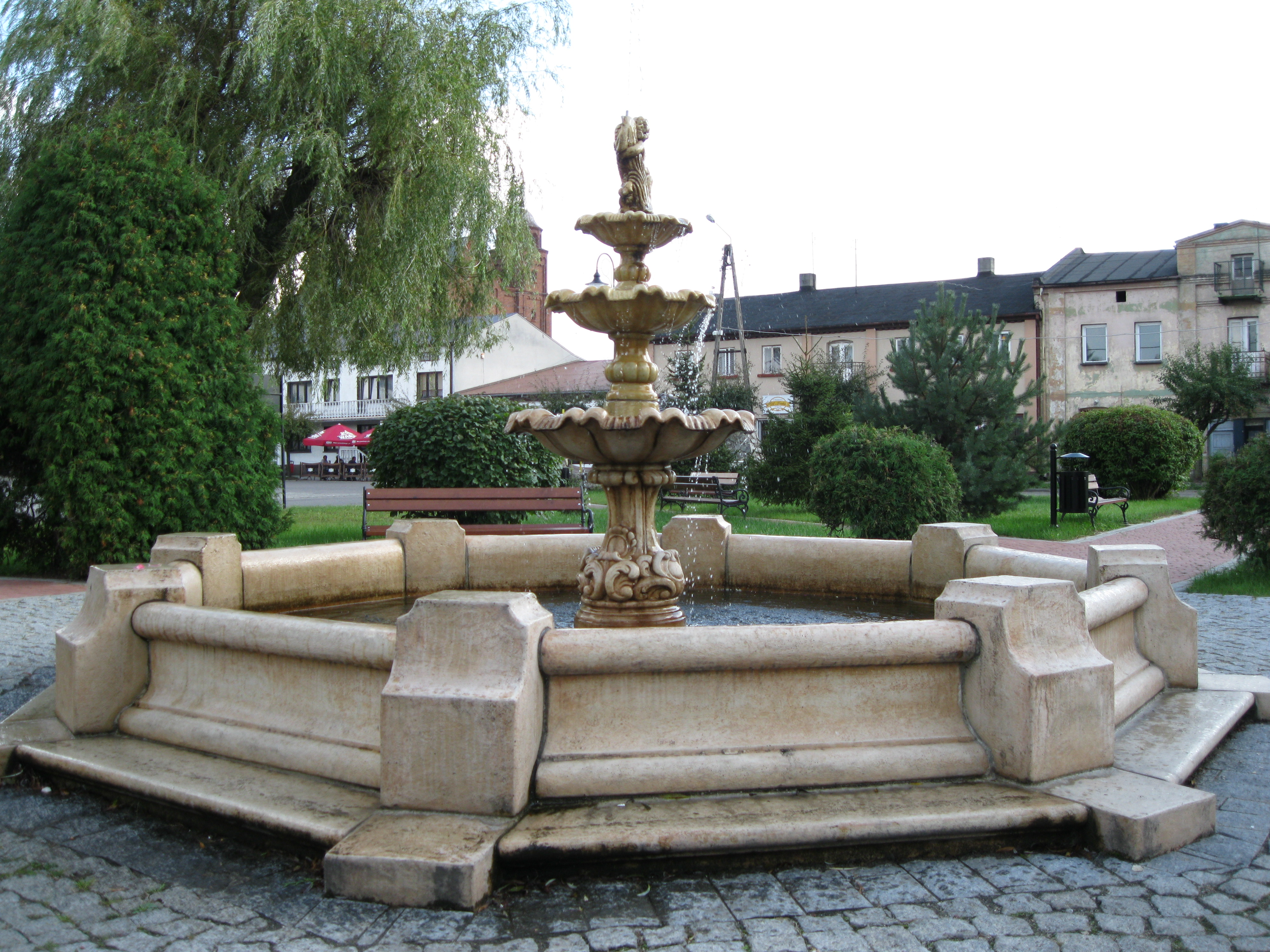
Fonte em Lututów

| SIMC    | Nome      |
| ------- | --------- |
| 0706421 | Dębina    |
| 1041774 | Jesionki  |
| 0706527 | Jeżopole  |
| 0706770 | Młynek    |
| 0706763 | Piaski    |
| 0706562 | Zygmuntów |
| 0706846 | Żmuda     |

## História
Os primeiros proprietários do assentamento já no século XIV foram a família Lutoldów. A primeira menção de 1406 (Lutuldisthat, em alemão: Lutolds + stadt) refere-se à concessão de direitos à cidade de Lututów, que foi perdida devido ao baixo desenvolvimento.
Novamente, embora brevemente, ela possuiu os direitos de cidade por iniciativa de um novo proprietário - Stanisław Biernacki - em 1843–1870. Desde então, Lututów, apesar de muitas características de "urbanidade", permaneceu uma vila. Após a adesão da Polônia à União Europeia, tornou-se um ativo econômico (subsídios para a agricultura e as áreas rurais). Alojzy Prosper Biernacki (1778–1854), agrônomo, ativista social e nacional (membro do parlamento, ministro do Tesouro), fundou em 1807 (?) em Lututów, uma escola agrícola para jovens camponeses.
No século XIX, as propriedades de Lututów pertenciam ao distrito de Biernacki, do brasão de Poraj, e depois ao distrito de Taczanowski, do brasão de Jastrzębiec. Após a Primeira Guerra Mundial, Helena Taczanowska trouxe a propriedade dos Kurnatowski para o brasão de Łodzia (300 ha de terra e cerca de 600 ha de florestas).
Em 15 de junho de 1863, nos campos entre a vila de Piaski e Lututów, ocorreu a chamada Batalha de Lututów, na qual a unidade insurgente de 250 soldados foi completamente destruída (foi criada na primeira década de junho; consistia na maior parte das pessoas armadas com foices), comandada por Antoni Korotyński, que morreu de ferimentos após a batalha. Do lado russo, dois grupos de expedição formados especificamente para a liquidação da unidade Korotyński participaram da luta: da guarnição em Kalisz, sob o comando do coronel Tarasenkowa (composto por: 3 companhias de infantaria, esquadrões de cavalaria e 4 canhões, 750 soldados no total) e do coronel Vseiewoloda Pomierancowa, da guarnição de Wieluń (4 companhias de infantaria, 80 cavaleiros, juntas cerca de 880 soldados). No total, as forças russas eram 1 630 pessoas. A batalha terminou em um massacre. 64 mortos e 40 feridos permaneceram no campo de batalha, dos quais outros 11 morreram depois de alguns dias. Apenas três insurgentes foram feitos prisioneiros, especialmente desde que o comandante do grupo de Wieluń, coronel Pomerancew, deu ordens aos cossacos para assassinar os cativos. A batalha durou três horas, mas rapidamente se transformou em uma defesa desesperada de pessoas condenadas nessa situação à morte certa. Na maioria das vezes, eles eram residentes dos condados de Krotoszyński, Ostrów e Ostrzeszów, ou seja, da partição prussiana.
A comunidade judaica encontrou boas condições de vida e trabalho em Lututów. Na segunda metade do século XIX, na menor cidade da época, no condado de Wieluń, habitada por 389 pessoas, viviam 89 judeus, ou cerca de 23% da população total. Em 1921, 1466 judeus já moravam aqui, que constituíam 69% da população da vila.
Durante a Segunda Guerra Mundial, o ocupante alemão mudou o nome de Lututów para Landstätt em 1943. No início de 1940, os alemães estabeleceram um gueto judeu em Lututów. Durante sua liquidação em agosto de 1942, alguns de seus prisioneiros foram levados para o campo de extermínio em Kulmnhof am Nehr (Chełmno nad Nerem), e outros para o gueto de Łódź, onde morreram de fome ou durante sua liquidação em julho e agosto de 1944, foram levados para as câmaras de gás do campo de concentração de Auschwitz-Birkenau, onde morreram.
Nos anos 1975-1998, a vila pertenceu administrativamente à voivodia de Sieradz.
Em 5 de janeiro de 2012, a parte frontal da igreja paroquial (construída em 1910–1917) desabou em Lututów. Como resultado de uma análise detalhada da causa, verificou-se que durante a sua construção houve um desvio vergonhoso do plano de construção original e aprovado. Por exemplo, a igreja foi encurtada por uma nave (6 m), o que perturbou seriamente sua estabilidade, que não foi recalculada. Além disso, foi fundada em argilas leves, mas, contrariamente ao plano original, em vez de fundações trapezoidais, foram utilizadas as retangulares mais comuns. Por esse motivo, a celebração da conclusão da construção da igreja planejada para 2017 foi transferida para 2027, para o centésimo aniversário da consagração.
Em 6 de agosto de 2014, a chamada "Rota Kalisz-Wieluńsk", isto é, uma estrada de 70 quilômetros que liga Kalisz a Wieluń e Częstochowa passando por Lututów, foi aberta para utilização.
Em junho de 2019, por ocasião da celebração do 50.º aniversário da morte do padre Szczepan Walkowski, o último vigário antes da Segunda Guerra Mundial, na paróquia de Lututów, foi inaugurada a Câmara Memorial da Terra de Lututów, localizada no terceiro andar da torre inferior da igreja de Lututów.
Em 1 de janeiro de 2020, Lututów recuperou seus direitos municipais.

## Monumentos históricos
- A cidade preservou a sua disposição espacial com edifícios compactos em torno da praça do mercado retangular.
- Igreja paroquial de tijolos de São Pedro e São Paulo, inscrita no registro do Instituto do Patrimônio Nacional,[15] foi construída nos anos de 1910 a 1917 no estilo neorromano, de acordo com o projeto de 1907 do arquiteto Jarosław Wojciechowski. Na torre da igreja há um relógio feito em 1938 por Józef Ambrozy de Tuszyn. Na igreja, há uma pintura da Mãe de Deus de 1639 e uma placa epitáfia de Biernacki com uma bala de canhão construída em 1812, em comemoração ao general Józef Biernacki; os túmulos dos proprietários vizinhos foram preservados no cemitério. A igreja de madeira anterior (no local da original - provavelmente do século XVI) ficava aqui até 1730 e foi financiada por: Michał Madaliński, subdivisão de Wieluń, Teodor Wierusz Niemojowski e Franciszek Gędkiewicz, cânone de Wieluń.
- Na parte norte da cidade - um complexo de mansões e palácios. Antes, havia uma mansão de madeira do século XIX, queimada em 1934. Naquela época, J. Kurnatowski começou a construir o palácio, que sobreviveu. No parque: cárpinos, sicômoros, 3 carvalhos-italianos, carvalhos-ingleses, lagoas assoreadas. Edifícios de fazenda nas proximidades, incluindo celeiro histórico de 1777 (?), no qual as portas de ferro forjado foram preservadas, com a data de sua fabricação (1792), decoradas com motivos florais. No porão do celeiro - tetos arqueados. Atualmente, os edifícios do pátio abrigam o Complexo Escolar Agrícola.
- Sinagoga do meio do século XIX, reconstruído em um cinema.
- Cemitério judeu do meio do século XIX, devastado pelos nazistas, nenhuma lápide.
- No local da Batalha de Lututów, no lado oeste da estrada, nos limites da floresta "Koziołek", em 1993, duas grandes cruzes e pedras foram erguidas (nas margens leste e oeste do campo de batalha). Ao lado de uma das cruzes, ao lado de um pinheiro solitário com uma capela em pedra de granito, uma imagem da águia insurgente esculpida com as palavras da oração: "Deus, salve a Polônia". Abaixo estão as inscrições feitas em metal: "Em 15 de junho de 1863, uma batalha de foice sob o comando do coronel ocorreu na floresta de Koziołek. A. Korotyński com o exército russo". Do outro lado do campo de batalha, três pedras, e no maior deles uma águia insurgente com uma inscrição na borda: "Pátria, vamos voltar, Senhor". Abaixo: "O lugar de uma batalha feroz de 120 homens com foices liderados pelo coronel Antoni Korotyński contra o exército russo em 15 de junho de 1863. 64 insurgentes foram mortos e assassinados, 46 ficaram gravemente feridos, 3 foram presos. Honre a memória deles".
- Restos dos túmulos dos mortos e assassinados na Batalha de Lututów - no cemitério local (à esquerda da entrada principal).